# Graphania innotata
Graphania innotata är en fjärilsart som beskrevs av Howes. 1908. Graphania innotata ingår i släktet Graphania och familjen nattflyn. Inga underarter finns listade i Catalogue of Life.